# V515 Возничего
V515 Возничего (лат. V515 Aurigae) — одиночная переменная звезда в созвездии Возничего на расстоянии (вычисленном из значения параллакса) приблизительно 16970 световых лет (около 5203 парсеков) от Солнца. Видимая звёздная величина звезды — от менее +20m до +17,3m.

## Характеристики
V515 Возничего — оранжевая углеродная пульсирующая переменная звезда, мирида (M:) спектрального класса C(N). Эффективная температура — около 3792 K.